# Myki
Myki (en griego, Μύκη; romanización, Mýki) es un municipio de la República Helénica perteneciente a la unidad periférica de Xánthi de la periferia de Macedonia Oriental y Tracia. La mayoría de los habitantes del municipio son étnicamente pomacos.
El municipio se formó en 2011 mediante la fusión de los antiguos municipios de Kotyli, Myki, Satres y Thermes, que pasaron a ser unidades municipales. El municipio tiene un área de 633,3 km², de los cuales 314,9 pertenecen a la unidad municipal de Myki.
En 2011 el municipio tenía 15 540 habitantes, de los cuales 12 087 vivían en la unidad municipal de Myki.
Se sitúa al norte de Xánthi y su término municipal es fronterizo con Bulgaria.